# Andy Delort
Pour les articles homonymes, voir Delort.
Andy Delort (en arabe : آندي دولور), né le 9 octobre 1991 à Sète, est un footballeur international algérien qui évolue au poste d'Attaquant au MC Alger.
Formé à Sète, il se révèle au Tours FC, avec lequel il est nommé meilleur joueur de Ligue 2 en 2013-2014. Il découvre le championnat de France de football avec l’Athletic Club ajaccien, en 2012. Il retrouve la Ligue 1 lors de la saison 2015/2016 avec le Stade Malherbe Caen. Il est passé par plusieurs clubs français ainsi que six mois en Angleterre (D2) et une saison au Mexique. Avec l'équipe d'Algérie, il remporte la Coupe d’Afrique des nations 2019.

## Biographie
Andy Delort est né le 9 octobre 1991 à Sète, d'un père français d’origine de Sète, et d'une mère franco-algérienne née à Sète,, dont le grand-père paternel était de Oued Rhiou dans la wilaya de Relizane. Il grandit dans sa ville natale où il commence à jouer au football avec le FC Sète.

### Carrière en club

#### AC Ajaccio (2008-2009)
Formé au FC Sète (où il joue de 1997 à 2008, à l'exception de deux saisons au Pointe Courte Sète en 1999-2000 et en 2002-2003), il rejoint l'AC Ajaccio en 2008 dont il intègre l'équipe en championnat de France des moins de 18 ans. Meilleur buteur du championnat (avec une trentaine de buts dans la saison), il fait ses débuts en équipe réserve, en CFA 2, mais quitte le club en fin de saison pour des « raisons personnelles ».

#### Nîmes Olympique (2009-2010)
Il fait des essais concluants au Borussia Dortmund puis aux Girondins de Bordeaux, mais il préfère s'engager l'année suivante au Nîmes Olympique de Jean-Michel Cavalli, où il espère pouvoir jouer en équipe première, en Ligue 2. Il joue son premier match professionnel à Nîmes en Coupe de la Ligue contre Troyes dès le 25 août 2009, puis fait ses débuts en Ligue 2 cinq jours plus tard face au FC Metz. Mais il est peu utilisé par la suite, et évolue le plus souvent avec la réserve en CFA 2 où il inscrit douze buts.

#### AC Ajaccio (2010-2012)
Il retourne à Ajaccio en fin de saison où il intègre le groupe professionnel. Il marque ses deux premiers buts chez les professionnels le 15 septembre 2010 contre Le Havre en Coupe de la Ligue, ses deux premiers en Coupe de France le 12 novembre, puis son premier en Ligue 2, qui offre la victoire à son équipe contre le SCO Angers le 17 décembre. Après deux nouveaux buts en championnat, il signe son premier contrat professionnel de trois ans et demi le 27 janvier 2011. Le 11 mars, il est impliqué dans une bagarre alors qu'il est remplaçant lors de la rencontre FC Nantes - AC Ajaccio, ce qui lui vaut une suspension de quatre matchs. Son club monte en Ligue 1 en fin de saison, qu'il achève sur un bilan de quatre buts en 24 apparitions. Il fait ses débuts en Ligue 1 dès la première journée, mais joue relativement peu.

#### FC Metz (2012)
Le 31 janvier 2012, il est prêté au FC Metz, en Ligue 2, pour quatre mois.

#### AC Ajaccio (2012-2013)
Il revient à Ajaccio la saison suivante, où il retrouve son rôle de joker en attaque. Il inscrit finalement son premier but en Ligue 1 le 27 avril 2013 face à Montpellier : entré en jeu en deuxième période, il obtient un penalty qu'il transforme et provoque l'expulsion d'un défenseur, avant d'offrir le but de la victoire à Dennis Oliech (2-1).

#### Tours FC (2013-2014)
Delort quitte Ajaccio à l'été 2013 et rejoint le Tours FC, en Ligue 2, où officie son ancien entraîneur à Ajaccio Olivier Pantaloni. Il signe pour deux ans, plus un en option. C'est la saison de la révélation, : il termine co-meilleur buteur de la saison 2013-2014 de Ligue 2 avec 24 buts et huit passes décisives. Il est élu meilleur joueur de Ligue 2 par France Football et fait partie de l'équipe type de Ligue 2 aux trophées UNFP. Le club n'étant pas promu en Ligue 1 et ayant besoin d'argent, le transfert du joueur est inévitable en fin de saison.

#### Wigan Athletic (2014-2015)
Le 31 août 2014 à 23h59, après de nombreuses tractations, Andy Delort s'engage pour trois saisons en faveur de Wigan, club de Championship, qui verse 3,8 à 4 millions d'euros au club tourangeau. Après des premiers résultats décevants, l'entraîneur est licencié.

#### Tours FC (2015)
Delort n'entrant pas dans les plans du nouvel entraîneur Malky Mackay, il demande à quitter le club à mi-saison. Convoité par le club américain du Union de Philadelphie, il préfère revenir en prêt au Tours FC pour aider le club à se maintenir en Ligue 2. Il marque dès son premier match en France face à Arles-Avignon, un concurrent direct, le 13 février 2015 (score final 2-2), et contribue au maintien espéré.

#### SM Caen (2015-2016)
Ne voulant plus jouer à Wigan, relégué en 3e division, et privilégiant un retour en France, il est transféré à l'été 2015 au Stade Malherbe de Caen, club de Ligue 1, contre une indemnité estimée à 1,4 million d'euros. Il s'engage pour une durée de quatre saisons. Le 8 août 2015, pour sa première apparition officielle sous les couleurs caennaises, il marque face à l'Olympique de Marseille le seul but du match d'une frappe remarquable. Titulaire à la pointe de l'attaque normande, il fait forte impression lors de ses premiers mois en Normandie,,, alors que l'équipe obtient de très bons résultats. La suite de sa saison est plus quelconque à titre individuel, mais l'équipe parvient à terminer l'exercice à une inattendue 7e place.

#### Tigres UANL (2016-2017)
Andy Delort indique au début de l'été vouloir rester à Caen pour la saison suivante. En juillet, il est contacté par le Tigres UANL, un club mexicain où joue André-Pierre Gignac, qui s'accorde avec le joueur mais pas avec le club normand. Mécontent, Delort dépose le 7 juillet un arrêt de travail d'une durée d'un mois, reconduit une fois, qui lui fait manquer toute la période de préparation et le début de saison. Après de longues négociations, son transfert au Mexique est finalement officialisé le 2 septembre, contre une indemnité estimée entre 7 et 8 millions d'euros. Il marque son premier but avec les Tigres le 22 octobre 2016 face aux Pumas lors d'une victoire 3-1. Son équipe remporte le tournoi d'ouverture du championnat du Mexique deux mois plus tard. Remplaçant, Delort entre en jeu lors de la finale aller face au Club América. Comme son coéquipier André-Pierre Gignac, Andy Delort est marqué par une ferveur incroyable au Mexique, des stades bien remplis, des congratulations dans la rue et sur les réseaux sociaux, quand bien même le championnat est moins relevé que les championnats européens.

#### Toulouse FC (2017-2018)
Il est transféré le 28 janvier 2017 au Toulouse Football Club et signe un contrat de 4 ans et demi le liant au club jusqu'en 2021 contre 6 millions d'euros.
Le 5 février 2017, Delort marque pour son premier match sous les couleurs toulousaines contre Angers en ouvrant le score de ce qui sera une large victoire (4-0) lors de la 23e journée de Ligue 1. Il récidive les deux fois suivantes, contre Lorient (1-1) puis d'un magnifique ciseau retourné contre le SC Bastia.
À l'aube de la saison 2017-2018, Andy Delort hérite du numéro 10 des Pitchouns, laissé vacant depuis le récent départ d'Óscar Trejo.

#### Montpellier HSC (2018-2021)
Le 24 juillet 2018, il est prêté avec option d'achat obligatoire au Montpellier HSC, club de sa région. Il porte le numéro 11.
En août 2018, il est placé en garde à vue après une course-poursuite avec la police entre Agde et Marseillan à bord de son véhicule dont il était passager. Il s'en serait pris aux policiers et a été condamné à deux mois d'emprisonnement avec sursis et 18 000 € d'amende pour outrage et menace envers des policiers.
Malgré ses déboires en dehors des terrains, Delort effectue une bonne entame de saison avec sept réalisations à la trêve, soit deux de plus que son total de buts avec le Téfécé la saison précédente. Son association avec Gaëtan Laborde, avec lequel une rapide alchimie se forme, s'avère fructueuse et Delort reçoit la confiance de son entraîneur, Michel Der Zakarian. Le 28 septembre 2018, il ouvre son compteur en championnat contre son ancien club du SM Caen (2-2). En novembre, Delort réalise un doublé contre le Stade rennais mais les bretons parviennent à arracher un nul 2-2. Le mois suivant, l'attaquant effectue un doublé de passes décisives qui offrent une victoire 2-1 contre l'AS Monaco.
Il réalise une bonne saison 2018-2019 en terminant meilleur buteur de l'équipe avec 14 réalisations en championnat,.

#### OGC Nice (2021-2023)
Le 28 août 2021, l'OGC Nice et le Montpellier HSC trouvent un accord pour le transfert d'Andy Delort. Le départ du joueur ne passe pas auprès des supporters du MHSC, Andy Delort a été pris pour cible dans un tag sur un bâtiment du village de Gigean, lieu de résidence du joueur. Il a été nommé à trois reprises "aiglon du mois" (meilleur joueur de l'OGC Nice du mois) par les supporters de Nice.

#### FC Nantes (2023)
Le 30 janvier 2023, il est prêté au FC Nantes. Une option d'achat obligatoire de 5 millions d'euros en cas de maintien du FC Nantes en Ligue 1 est conditionnée à ce prêt. Le club nantais se maintient à l'issue de la journée, ce qui entraîne le transfert définitif de Delort au club.

#### Umm Salal SC (2023-2024)
Le 7 juillet 2023, il signe pour deux saisons à l'Umm Salal SC au Qatar. Le 12 février 2024, le club qatari annonce le départ du club d’Andy Delort. Des « problèmes personnels » du joueur sont évoqués.

#### MC Alger (2024-2025)
Alors qu’un retour au MHSC a longtemps été évoqué, Andy Delort s’engage au Mouloudia Club d’Alger (Algérie) le 11 septembre 2024.

#### Montpellier HSC (2025-)
Le 29 janvier 2025, Andy Delort quitte le Mouloudia Club d’Alger et fait son retour au MHSC, où il est prêté avec option d’achat jusqu’à la fin de la saison.

### Carrière internationale

#### Équipe de France jeunes
Andy Delort joue en équipe de France de football de plage à l'été 2009, à 17 ans. Alors sans club d'attache, il est repéré par Laurent Castro lors d'un tournoi amateur à Sète. Ce dernier lui propose de disputer les matchs de qualification pour la Coupe du monde 2009. Lors de son premier match, il entre en jeu alors que la France est menée 2-0 et signe un doublé. Il inscrit cinq buts durant ces éliminatoires.
En 2011, il est sélectionné en équipe de France des moins de 20 ans par Francis Smerecki pour jouer contre les États-Unis. Il est ensuite appelé pour participer au tournoi de Toulon 2011 en juin avec l'équipe de France espoirs mais, blessé lors d'un match de championnat, il doit déclarer forfait.

#### Équipe d'Algérie
Après avoir obtenu un passeport algérien en mai 2019, il change de nationalité sportive et est appelé pour la première fois le 13 juin en équipe d'Algérie par Djamel Belmadi dans le groupe retenu pour la Coupe d'Afrique des nations en Égypte, remplaçant Haris Belkebla, exclu de la sélection. Le 16 juin, il fait sa première apparition sous le maillot des Fennecs, en match amical face au Mali où il marque un but après être entré en cours de jeu. Il prend ensuite part à cinq matchs lors de la Coupe d'Afrique des nations. Le 19 juillet, il remporte cette compétition, en battant les Sénégalais en finale (1-0). Il doit toutefois se contenter du banc des remplaçants lors de cette finale.
Le 16 novembre 2020, il marque son deuxième but avec l'Algérie, contre le Zimbabwe. Ce match nul (2-2) rentre dans le cadre des éliminatoires de la CAN 2021.
En octobre 2021, il indique se mettre en retrait de la sélection algérienne pour se consacrer à son nouveau club de Nice. Une décision qui provoque la colère des fans algériens et du sélectionneur, Djamel Belmadi.
Lors de l'été 2022, il annonce vouloir se remettre à la disposition de son coach et s'excuse publiquement pour son absence d'un an qu'il attribue à des motifs privés : « J'ai caché des choses au coach sur des problèmes personnels qui m'empêchaient de partir loin de chez moi pendant plusieurs jours. J'aurais dû être plus clair avec lui, plus franc. Je tiens à m'excuser auprès du peuple algérien (...) » En septembre, il est rappelé en sélection nationale. Une décision qui suscite quelques réactions négatives parmi les supporteurs et au sein même du vestiaire de la sélection.

## Affaires judiciaires
Le 6 juin 2018, Andy Delort est condamné a une amende de 10 000 euros et une annulation de son permis de conduire pour quatre mois, par le tribunal correctionnel de Toulouse pour avoir conduit en état d'ivresse en février 2018.
Le 11 février 2019, Andy Delort est condamné à deux mois de prison avec sursis et 18 000 € d'amende à Béziers pour outrages et menaces sur personnes dépositaires de l'autorité publique envers les policiers d'Agde qui l'avaient arrêté fin août 2018.

## Style de jeu
Andy Delort est un attaquant au style atypique. Il est puissant, doté d'un bon jeu aérien, d'une bonne technique de balle au pied et d'une lourde frappe de balle dont il n'hésite pas à se servir pour prendre sa chance de loin. Il déclare s'inspirer de ses modèles, à savoir André-Pierre Gignac, Jean-Pierre Papin, Éric Cantona ou encore Wayne Rooney.
Dans un style apparemment très différent, au Mexique, la plupart de ses 5 buts sont marqués depuis la surface, à la réception de très bons centres.

## Statistiques

### En club
| Saison                | Club                   | Championnat           | Championnat | Championnat | Championnat | Coupe nationale | Coupe nationale | Coupe nationale | Coupe de la Ligue | Coupe de la Ligue | Coupe de la Ligue | Compétition(s) continentale(s) | Compétition(s) continentale(s) | Compétition(s) continentale(s) | Compétition(s) continentale(s) | Total | Total | Total |
| Saison                | Club                   | Division              | M.          | B.          | P.d.        | M.              | B.              | P.d.            | M.                | B.                | P.d.              | Comp.                          | M.                             | B.                             | P.d.                           | M.    | B.    | P.d.  |
| 2009-2010             | Nîmes Olympique        | Ligue 2               | 3           | 0           | 0           | -               | -               | -               | 1                 | 0                 | 0                 | -                              | -                              | -                              | -                              | 4     | 0     | 0     |
| 2010-2011             | AC Ajaccio             | Ligue 2               | 24          | 4           | 3           | 2               | 2               | 0               | 4                 | 2                 | 0                 | -                              | -                              | -                              | -                              | 30    | 8     | 3     |
| 2011-2012             | AC Ajaccio             | Ligue 1               | 7           | 0           | 0           | 2               | 0               | 0               | 1                 | 0                 | 0                 | -                              | -                              | -                              | -                              | 10    | 0     | 0     |
| 2012-2013             | AC Ajaccio             | Ligue 1               | 16          | 1           | 1           | 1               | 0               | 0               | 1                 | 0                 | 0                 | -                              | -                              | -                              | -                              | 18    | 1     | 1     |
| Sous-total            | Sous-total             | Sous-total            | 47          | 5           | 4           | 5               | 2               | 0               | 6                 | 2                 | 0                 | -                              | -                              | -                              | -                              | 58    | 9     | 4     |
| 2011-2012             | FC Metz (prêt)         | Ligue 2               | 13          | 1           | 0           | -               | -               | -               | -                 | -                 | -                 | -                              | -                              | -                              | -                              | 13    | 1     | 0     |
| 2013-2014             | Tours FC               | Ligue 2               | 36          | 24          | 8           | 1               | 0               | 0               | 3                 | 1                 | 0                 | -                              | -                              | -                              | -                              | 40    | 25    | 8     |
| 2014-2015             | Wigan Athletic FC      | Championship          | 11          | 0           | 0           | -               | -               | -               | -                 | -                 | -                 | -                              | -                              | -                              | -                              | 11    | 0     | 0     |
| 2014-2015             | Tours FC (prêt)        | Ligue 2               | 16          | 2           | 5           | -               | -               | -               | -                 | -                 | -                 | -                              | -                              | -                              | -                              | 16    | 2     | 5     |
| 2015-2016             | SM Caen                | Ligue 1               | 36          | 12          | 2           | 1               | 0               | 0               | 1                 | 1                 | 0                 | -                              | -                              | -                              | -                              | 38    | 13    | 2     |
| 2016-2017             | Tigres UANL            | Liga MX+Liga MX       | 14          | 4           | 1           | -               | -               | -               | -                 | -                 | -                 | LCC                            | 2                              | 1                              | 0                              | 16    | 5     | 1     |
| 2016-2017             | Toulouse FC            | Ligue 1               | 15          | 5           | 1           | -               | -               | -               | -                 | -                 | -                 | -                              | -                              | -                              | -                              | 15    | 5     | 1     |
| 2017-2018             | Toulouse FC            | Ligue 1               | 32          | 5           | 5           | 2               | 0               | 0               | 2                 | 0                 | 0                 | -                              | -                              | -                              | -                              | 36    | 5     | 5     |
| Sous-total            | Sous-total             | Sous-total            | 47          | 10          | 6           | 2               | 0               | 0               | 2                 | 0                 | 0                 | -                              | -                              | -                              | -                              | 51    | 10    | 6     |
| 2018-2019             | Montpellier HSC        | Ligue 1               | 36          | 14          | 7           | 1               | 0               | 0               | 1                 | 0                 | 0                 | -                              | -                              | -                              | -                              | 38    | 14    | 7     |
| 2019-2020             | Montpellier HSC        | Ligue 1               | 26          | 9           | 3           | 3               | 2               | 0               | 2                 | 1                 | 0                 | -                              | -                              | -                              | -                              | 31    | 12    | 3     |
| 2020-2021             | Montpellier HSC        | Ligue 1               | 30          | 15          | 9           | 4               | 4               | 0               | -                 | -                 | -                 | -                              | -                              | -                              | -                              | 34    | 19    | 9     |
| 2021-2022             | Montpellier HSC        | Ligue 1               | 3           | 2           | 1           | -               | -               | -               | -                 | -                 | -                 | -                              | -                              | -                              | -                              | 3     | 2     | 1     |
| Sous-total            | Sous-total             | Sous-total            | 95          | 40          | 20          | 8               | 6               | 0               | 3                 | 1                 | 0                 | -                              | -                              | -                              | -                              | 106   | 47    | 20    |
| 2021-2022             | OGC Nice               | Ligue 1               | 32          | 16          | 2           | 5               | 2               | 2               | -                 | -                 | -                 | -                              | -                              | -                              | -                              | 37    | 18    | 4     |
| 2022-2023             | OGC Nice               | Ligue 1               | 14          | 6           | 1           | -               | -               | -               | -                 | -                 | -                 | C4                             | 4                              | 1                              | 0                              | 18    | 7     | 1     |
| Sous-total            | Sous-total             | Sous-total            | 46          | 22          | 3           | 5               | 2               | 2               | -                 | -                 | -                 | -                              | 4                              | 1                              | 0                              | 55    | 25    | 5     |
| 2022-2023             | FC Nantes (prêt)       | Ligue 1               | 12          | 0           | 0           | 4               | 2               | 0               | -                 | -                 | -                 | C3                             | 1                              | 0                              | 0                              | 17    | 2     | 0     |
| 2023-2024             | Umm Salal SC           | Qatar Stars League    | 12          | 5           | 4           | -               | -               | -               | 8                 | 8                 | 2                 | -                              | -                              | -                              | -                              | 20    | 13    | 6     |
| 2024-2025             | MC Alger               | Ligue 1               | 10          | 3           | 0           | -               | -               | -               | -                 | -                 | -                 | CAF                            | 5                              | 0                              | 0                              | 15    | 3     | 0     |
| 2024-2025             | Montpellier HSC (prêt) | Ligue 1               | 9           | 0           | 0           | -               | -               | -               | -                 | -                 | -                 | -                              | -                              | -                              | -                              | 9     | 0     | 0     |
| Total sur la carrière | Total sur la carrière  | Total sur la carrière | 407         | 128         | 55          | 26              | 12              | 2               | 24                | 13                | 2                 | -                              | 12                             | 2                              | 0                              | 469   | 155   | 59    |

### En sélection nationale
| Saison                | Sélection             | Phases finales        | Phases finales | Phases finales | Phases finales | Éliminatoires CDM | Éliminatoires CDM | Éliminatoires CDM | Éliminatoires CAN | Éliminatoires CAN | Éliminatoires CAN | Matchs amicaux | Matchs amicaux | Matchs amicaux | Total | Total | Total |
| Saison                | Sélection             | Compétition           | M              | B              | Pd             | M                 | B                 | Pd                | M                 | B                 | Pd                | M              | B              | Pd             | M     | B     | Pd    |
| --------------------- | --------------------- | --------------------- | -------------- | -------------- | -------------- | ----------------- | ----------------- | ----------------- | ----------------- | ----------------- | ----------------- | -------------- | -------------- | -------------- | ----- | ----- | ----- |
| 2018-2019             | Algérie               | CAN 2019              | 5              | 0              | 0              | -                 | -                 | -                 | -                 | -                 | -                 | 1              | 1              | 0              | 6     | 1     | 0     |
| 2019-2020             | Algérie               | -                     | -              | -              | -              | -                 | -                 | -                 | 1                 | 0                 | 0                 | 0              | 0              | 0              | 1     | 0     | 0     |
| 2020-2021             | Algérie               | -                     | -              | -              | -              | -                 | -                 | -                 | 1                 | 1                 | 0                 | 2              | 0              | 1              | 3     | 1     | 1     |
| 2021-2022             | Algérie               | -                     | -              | -              | -              | 1                 | 0                 | 0                 | -                 | -                 | -                 | -              | -              | -              | 1     | 0     | 0     |
| 2022-2023             | Algérie               | -                     | -              | -              | -              | -                 | -                 | -                 | 2                 | 0                 | 0                 | 2              | 0              | 0              | 4     | 0     | 0     |
| Total sur la carrière | Total sur la carrière | Total sur la carrière | 5              | 0              | 0              | 1                 | 0                 | 0                 | 4                 | 1                 | 0                 | 5              | 1              | 1              | 15    | 2     | 1     |

### Matchs internationaux
Le tableau suivant liste les rencontres de l'équipe d'Algérie dans lesquelles Andy Delort a été sélectionné depuis le 16 juin 2019 jusqu'à présent.

## Palmarès

### En club
- Tigres UANL
  - Vainqueur du championnat d'ouverture du Mexique 2016 avec les Tigres UANL[60]

- OGC Nice
  - Finaliste de la Coupe de France en 2022

- FC Nantes
  - Finaliste de la Coupe de France en 2023
- Umm Salal SC
  - Vainqueur de la Coupe des Étoiles du Qatar en 2024

### En sélection
Algérie
- Vainqueur de la Coupe d'Afrique des nations de football 2019.

## Distinctions personnelles
- Trophée du joueur du mois UNFP de Ligue 2 en mars 2014 avec le Tours FC[61]
- L'Étoile d'or France Football de Ligue 2 en 2014[62]
- Trophées UNFP : Membre de l'équipe-type de Ligue 2 en 2014[63]
- Meilleur buteur de Ligue 2 en 2014 (24 buts)[62]

- Élu meilleur joueur du mois du Montpellier HSC en octobre 2018[64], en février 2019[65], en avril 2019[66], en novembre 2019[67], en novembre 2020[68], en décembre 2020[69], en avril 2021[70]ذ
- Élu meilleur joueur de la saison 2018-2019 du Montpellier HSC[71]

- Trophées des sports Occitanie 2019 : « Trophée coup de cœur »[72],[73]
- Trophée du joueur du mois UNFP de Ligue 1 en novembre 2020 avec le Montpellier HSC[74]

- Élu meilleur joueur du mois de l'OGC Nice en septembre 2021[75], en octobre 2021[76], en avril 2022[77]
- Élu meilleur joueur de la saison 2021-2022 de l'OGC Nice[78]

## En dehors du football
En août 2023, Andy Delort devient consultant pour l'émission de radio Rothen s'enflamme sur RMC.

## Décorations
- Achir de l'Ordre du Mérite national algérien[80]
- Médaille de la ville de Montpellier[81]
- Médaille de la Ville de Sète[82]